# Slide It In
Slide It In är det sjunde studioalbumet av det brittiska rockbandet Whitesnake, utgivet 1984.

## Låtlista
Samtliga låtar skrivna av David Coverdale och Mel Galley, om inte annat anges.
1. "Gambler" - 3:57
2. "Slide It In" (Coverdale) - 3:21
3. "Standing In The Shadow" (Coverdale) - 3:33
4. "Give Me More Time" - 3:41
5. "Love Ain't No Stranger" - 4:14
6. "Slow An' Easy" (Coverdale/Moody) - 6:10
7. "Spit It Out" - 4:12
8. "All Or Nothing" - 3:34
9. "Hungry For Love" (Coverdale) - 3:58
10. "Guilty Of Love" (Coverdale) - 3:19